# Champion Aircraft
A Champion Aircraft Corporation foi criada em 1954 por Robert Brown. Com sede em Osceola, aeroporto de Wisconsin, começou a produção em 1954 do projeto 7EC que havia comprado da Aeronca Aircraft Corporation. 
Ao longo dos anos 1950 e 1960, a Champion introduziu variações no design da série 7. A Champion também desenvolveu e começou a produção do modelo significativamente atualizado da série 7, o 8KCAB Decathlon, bem como o Lancer bimotor. A Champion foi adquirida em 1970 pela Bellanca Aircraft Corporation, que continuou a produzir a maioria dos designs da Champion em produção na época da aquisição.

## Produtos

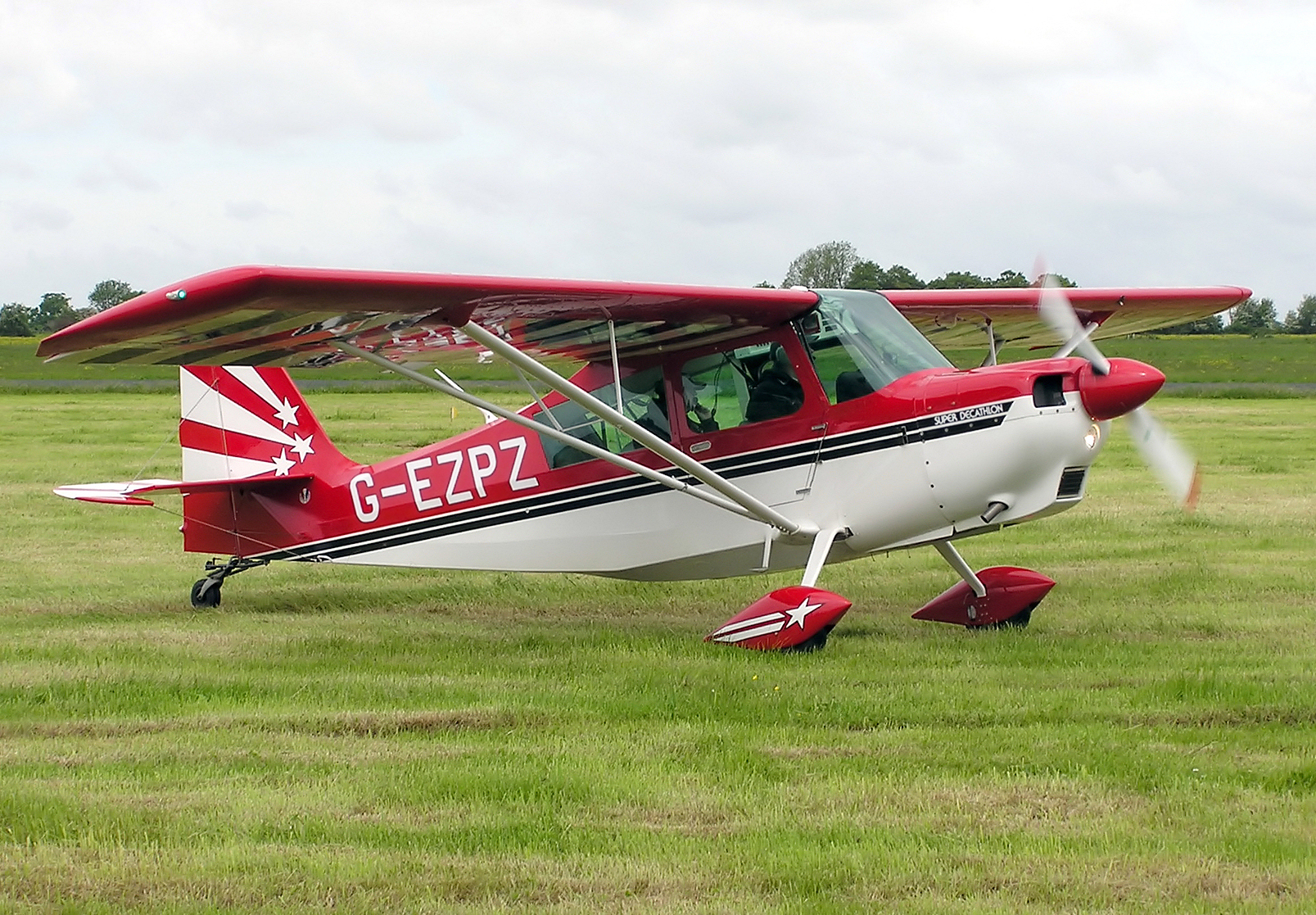
Um 8KCAB Super Decathlon, de 2005.

A Champion, como o nome sugere, foi formada para produzir o design que a Aeronca introduziu em 1946 como o 7AC Champion. Na época em que Aeronca cessou a produção em 1951, eles haviam avançado o design através dos modelos "7BCM", "7CCM" e "7DC", chegando ao "7EC". Foi com este modelo que a Champion iniciou a produção em 1954, dando-lhe o nome de "Traveller" para acompanhar a designação de modelo alfanumérico. (A Champion atribuiu designações alfanuméricas e nomes à maioria de seus designs). Embora houvesse uma grande variedade, todas as aeronaves que a Champion apresentou estavam de uma forma ou de outra relacionadas ao design original do Aeronca. As aeronaves da Champion, por data de aprovação da FAA ou de lançamento são:
| Nome do modelo            | Quantidade construída | Tipo                                  |
| ------------------------- | --------------------- | ------------------------------------- |
| Champion 7EC Traveler     |                       | Monoplano monomotor de cabine fechada |
| Champion 7FC Tri-Traveler | 472                   | Monoplano monomotor de cabine fechada |
| Champion 7GC Sky-Trac     | 171                   | Monoplano monomotor de cabine fechada |
| Champion 7HC DX'er        | 39                    | Monoplano monomotor de cabine fechada |
| Champion 7GCA Sky Trac    | 396                   | Monoplano monomotor de cabine fechada |
| Champion 7JC Tri-Con      | 25                    | Monoplano monomotor de cabine fechada |
| Champion 7GCB Challenger  |                       | Monoplano monomotor de cabine fechada |
| Champion 7KC Olympia      | 4                     | Monoplano monomotor de cabine fechada |
| Champion 7GCBA Challenger |                       | Monoplano monomotor de cabine fechada |
| Champion 402 Lancer       | 25-36                 | Monoplano bimotor de cabine fechada   |
| Champion 7ECA Citabria    |                       | Monoplano monomotor de cabine fechada |
| Champion 7GCAA Citabria   |                       | Monoplano monomotor de cabine fechada |
| Champion 7GCBC Citabria   |                       | Monoplano monomotor de cabine fechada |
| Champion 7KCAB Citabria   |                       | Monoplano monomotor de cabine fechada |
| Champion 8KCAB Decathlon  |                       | Monoplano monomotor de cabine fechada |